# Famille de Buffevent
La famille de Buffevent (olim Buffavent et Buffevant) est une famille propriétaire de la seigneurie de Buffières en Dauphiné (Viennois), à compter du XVe siècle, de la seigneurie de Flévins dans le Bas-Dauphiné, à la fin du XVe siècle, et de la seigneurie de Ternay dans les Balmes viennoises, à la fin du XVIe siècle.

## Histoire
André de Buffevent, chevalier, accompagne Hugues, comte d'Auxerre [sic], en croisade en 1279, remplaçant ses armes par une croix (les armes des Buffevent [de Buffavento] étaient auparavant des ailes de moulin à vent). Jacquemet de Buffevent est châtelain de Châteauvilain en 1319 et André de Buffevent, régent du comte de Vienne en 1322. Jean de Buffevent rend hommage pour la maison forte de Buffières le 8 février 1414.
Jean est le premier seigneur de Buffière(s) ; son fils Falcon de Buffevent, qui apparait en 1430 à la bataille d'Anthon, est le premier seigneur de Flévins. 
Possessionnée dans plusieurs paroisses du Bas-Dauphiné, la branche de Flévins accroît ses possessions à Ternay par l’alliance de Claude de Buffevent († 1633) avec Hélène de Cousin en 1591. Cette dernière était alors veuve d’Antoine de la Porte, seigneur de Ternay, qu’elle avait épousé en 1572.
- Henri de Buffevent (1592-1662), fils de Claude de Buffevent et d'Hélène de Cousin, dame de Ternay, épouse le 5 octobre 1631 Anne de Costaing.
  - Anne de Buffevent (1632-1706), dame de Ternay, fille d'Henri de Buffevent et d'Anne de Costaing, épouse Louis du Bourg le 26 mars 1654 dans l'église paroissiale de Saint-Mayol. Elle est inhumée dans la chapelle Saint-Jean-Baptiste de l'église du prieuré.
  - Abel de Buffevent, frère d'Anne de Buffevent, est tué en 1673 au siège de Maastricht[3].

La branche de Flévins s'éteignit vers 1710, avec le capitaine Pierre de Buffevent tué en Flandre.
Les Buffevent du Dauphiné s'éteignirent avec Louis-Agathange, dernier marquis de Buffevent, ecclésiastique comme son frère Jean-Aimé de Buffevent, sous la Seconde Restauration. 
Les abbés de Buffevent reconnaissaient une branche fixée en Lorraine, dont le membre contemporain était employé de l'administration des Eaux et Forêts, paraissant descendre de François de Buffevent, seigneur de Mirebourg, major en la ville de Strasbourg vers 1705. Cette branche de Mirebourg s'éteint à son tour en 1860, laissant pour seule héritière, Justine de Buffevent (1797-1878), épouse de Nicolas Liffort (1795-1868), officier de la Garde nationale sédentaire de Nancy.

## Armoiries
À l'origine : ailes de moulin à vent.
D'azur à la croix croix vidée et fleuronnée d'or.
D'azur à la croix fleuronnée et vidée d'or, pour Anne de Buffevent.

## Patrimoine
Le château de La Porte, à Ternay, entre dans le patrimoine de la famille de Buffevant le 15 septembre 1591 grâce au mariage de Claude de Buffevant avec Hélène de Cousin (veuve d'Antoine de La Porte). Une soixantaine d'années plus tard, le 26 mars 1654, le château est cédé à la famille du Bourg, lors du mariage entre Anne de Buffevant et Louis du Bourg.